# Szécsmező
Szécsmező (1899-ig Szécs-Polyánka, szlovákul: Sečovská Polianka) község Szlovákiában, az Eperjesi kerületben, a Varannói járásban.

## Fekvése
Varannótól 12 km-re délre, a Tapoly-patak mellett fekszik.

## Története
1272-ben említik először, de területén már évezredekkel ezelőtt is éltek emberek. Ezt bizonyítja az itt megtalált hatezer éves, női alakot ábrázoló szobrocska és számos cserépmaradvány.
A 18. század végén Vályi András így ír róla: „Szécs Polyánka. Tót falu Zemplén Vármegyében, földes Ura Gr. Barkótzy Uraság, lakosai katolikusok, és egygyesűltt ó hitüek, fekszik n. k. Kolcs Hoszszúmezőhöz 1, é. Szacsurhoz is 1 órányira, térséges, és hegyes határja három nyomásbéli, melly gabonát, és zabot terem, erdeje van, szőleje nints, malma is jó vagyon, piatza Kassán öt mértföldnyire.”
Fényes Elek 1851-ben kiadott geográfiai szótárában így ír a faluról: „Polyánka (Szécs), tót-orosz falu, Zemplén vmegyében, Parnó fil., 762 romai, 288 g. kath., 11 evang., 8 zsidó lak. Kastély. 1250 hold szántóföld s erdő. F. u. gr. Barkóczy. Ut. p. Vecse.”
Borovszky Samu monográfiasorozatának Zemplén vármegyét tárgyaló része szerint: „Szécsmező, előbb Szécspolyánka. Hajdan Zécs és Polyanka néven két község volt s a Polyánkai Csapyak fészke. 1419-ben Fodor Miklóst iktatják némely részeibe. 1469-ben a Csebieknek is van itt részük, de a birtok nagyobb fele a Csapyaké. 1479-ben a Körtvélyesi Fodor család is előtűnik a két község birtokosai között. 1495-ben a Sztrithei család kap itt részeket. Az 1598-iki összeírás Soós Istvánt és Csapy Ferenczet említi. 1692-ben Pethő Zsuzsánna is kap itt részt. Ezután a Bocskayaké lesz, majd Barkóczy Ferencz kap rá királyi adományt s most is gróf Hadik-Barkóczy Endrének van itt nagyobb birtoka. Az 1831-iki kolera itt is megkövetelte a maga áldozatait s lakosai lázadásra késztette. Két temploma közül a görög katholikus 1853-ban s a római katholikus 1872-ben épült. Ide tartoznak Bukovina-, Csereparnya- és Hucsava-erdők. A falunak 250 háza van. Tótajkú, nagyobbára róm. kath. vallású lakosainak száma 1272. Postája, távírója és vasúti állomása Parnó.”
A trianoni diktátumig Zemplén vármegye Gálszécsi járásához tartozott.

## Népessége
| Év:            | 1994. | 2004.   | 2014.   | 2024.   |
| -------------- | ----- | ------- | ------- | ------- |
| Emberek száma: | 2560  | 2666    | 2780    | 2619    |
| Eltérés:       |       | +4,14 % | +4,27 % | -5,79 % |

| Év:            | 2023. | 2024.   |
| -------------- | ----- | ------- |
| Emberek száma: | 2644  | 2619    |
| Eltérés:       |       | -0,94 % |

1910-ben 1395-en, többségében szlovákok lakták, jelentős magyar kisebbséggel.
2001-ben 2642 lakosából 2602 szlovák és 22 cigány volt.
2011-ben 2728 lakosából 2634 szlovák és 15 cigány.

## Nevezetességei
- A falunak görögkatolikus és római katolikus templomai vannak.
- 1962-ben és 1992-ben az iskola területén a 17. század második feléből származó, összesen 782 darabos ezüstpénzleletet találtak.

## Testvértelepülései
- Bükkszentkereszt, Magyarország